# I'd Have You Anytime
I'd Have You Anytime è un brano composto da George Harrison e Bob Dylan, apparso come traccia d'apertura nell'album del primo All Things Must Pass del 1970. Harrison ha affermato che sentì di aver bisogno di sostegno per la canzone, composta con il chitarrista statunitense e nella quale Eric Clapton suona un assolo di chitarra elettrica.

## Il brano

### Origine e storia
I Fab Four avevano scoperto Bob Dylan ascoltando l'LP Freewheelin' nel gennaio del 1964 a Parigi, nel periodo che anticipava la prima posizione del singolo I Want to Hold Your Hand su Billboard negli Stati Uniti; l'influenza di Dylan iniziò a farsi notare con il brano I Should Have Known Better del disco A Hard Day's Night, e dall'album Beatles for Sale si avvertì fortemente, specie su I'm a Loser di Lennon, ed il lato A del singolo Help!/I'm Down rappresenta il primo esempio di un brano in "stile dylanesco" pubblicato dal gruppo su un 45 giri. Su Help! (1965), in questo caso l'album, appare anche la prima canzone acustica dei Beatles (escludendo il basso di McCartney), You've Got to Hide Your Love Away, che presenta il tamburello al posto della batteria, molto più usuale nella strumentazione del gruppo, ed ambedue le chitarre acustiche. Inoltre, Dylan aveva indicato loro la "via" della marijuana, all'inizio del 1965, durante la tournée estiva negli USA; i Beatles tentarono di "ripagare" l'artista per questa scoperta consigliandogli di passare ad un suono più rock, cosa che lui, per il momento, non fece, ed inserì alcuni versi nel brano 4th Time Around, i quali sembravano un invito a John di smettere di comporre pezzi simili ai suoi, che interruppero l'influenza del chitarrista sul primo. Un'altra influenza da un musicista folk la ebbero, stavolta Lennon e anche Paul McCartney, da parte di Donovan, il quale insegnò al duo lo stile chitarristico del fingerpicking nel corso del soggiorno dei Beatles in India, che venne utilizzato in vari brani del successivo White Album, in particolar modo su Dear Prudence, Julia ed Happiness Is a Warm Gun del White Album. I'd Have You Anytime venne scritta nel 1968 a Woodstock, dove era presente anche il gruppo The Band; un'altra collaborazione "Harrison-Dylan" fu l'incisione di alcune canzoni nel maggio 1970. Inoltre, nell'agosto 1971, periodo in cui il chitarrista statunitense restò molto lontano dalle scene, Bob partecipò, assieme a Ringo Starr, Eric Clapton, Ravi Shankar, Harrison e molti altri al Concert for BanglaDesh, organizzato da Harrison ed Allen Klein, concerto che venne pubblicato sull'omonimo live album del gennaio 1972.
Un altro Beatle con il quale Bob Dylan ebbe qualche rapporto fu Ringo Starr, con cui apparve talvolta in concerto; il chitarrista statunitense visitò, il 29 aprile 1987, il batterista mentre incideva un album a Memphis, che in seguito venne accantonato e non venne mai pubblicato ufficialmente, ma, assieme ad altro materiale (tra cui un'esecuzione live con Dylan del brano I Shall Be Released), apparve in Canada nel 2003 su bootleg. A differenza di altri amici musicisti del batterista (gli altri ex-Beatles, ma anche Elton John, Eric Clapton, Ron Wood, Stephen Stills, Joe Walsh e Van Dyke Parks), non ha mai donato un suo brano a Ringo.

### Composizione e prima registrazione
Harrison e Dylan composero buona parte del brano nella casa di quest'ultimo a Woodstock, ad ottobre o novembre 1968 (comunque nel periodo del Giorno del Ringraziamento), nel corso della visita di Harrison negli USA dopo che i Beatles avevano ultimato il White Album; successivamente, George finì la canzone da solo. Harrison in seguito affermò che, dopo i primi giorni di diffidenza fra loro due, si divertirono a suonare mentre i figli di Dylan gli giocavano intorno; Bob fece sentire una versione embrionale del pezzo al Beatle, molto onorato per questo, che affermò che bisognava cambiare il finale, per cui assieme continuarono il pezzo. Il risultato finale fu un brano, con un testo scelto più per il risultato ritmico che per il significato, che differiva sia dallo stile di Dylan, ricco di giochi di parole, che da quello di Harrison, che conteneva solitamente satire a carattere sociale e odi all'amore. In seguito, il secondo affermò che ci fu questa rara collaborazione poiché lui disse a Dylan che scriveva dei testi bellissimi, tanto che si sorprese delle liriche molto semplici del brano, mentre Bob gli disse lo stesso delle sue melodie, complimento per il quale George iniziò a mostrargli "come un pazzo" alcuni accordi che conosceva.
Dylan & Harrison furono registrati mentre scrivevano quello che divenne I'd Have You Anythime suonando le chitarre acustiche; nella stessa occasione, venne inciso un demo della canzone Nowhere to Go, talvolta pubblicata su bootleg quali When Everybody Comes to Town. In seguito, il brano ispirò Paul McCartney per la composizione di Let Me Roll It, apparsa sull'album Band on the Run (1973) dei Wings, il nuovo gruppo dell'ex-compagno, che fondò nel 1971 per ritornare a suonare dal vivo. Sempre a Let Me Roll It era stata mossa l'accusa di essere ispirata anche al sound delle prime produzioni lennoniane, curato dal produttore Phil Spector, il quale, secondo il bassista, aveva totalmente rovinato l'album dei Beatles Let It Be(1970).

### Registrazione
I'd Have You Anytime venne registrata tra maggio e ottobre del 1970, durante le sessioni per All Things Must Pass, che si svolsero tra gli Abbey Road Studios, i Trident Studios e gli Apple Studios, tutti e tre situati a Londra. John Barham, grande amico di Harrison sin dal 1966, si occupò dell'arrangiamento degli archi. Inoltre, è stato ipotizzato che o lui o il batterista Alan White abbia suonato lo xilofono nella traccia. Circa la produzione, la canzone differisce da buona parte del triplo LP per l'assenza del Wall of Sound di Spector. Il brano riflette l'ottimismo di quelle sedute, che rimasero molto allegre, sebbene proprio nel corso di una di esse il chitarrista venne informato della morte della madre, Louise Harrison; deceduta il 7 luglio 1970, l'ultima volta che aveva visto il figlio era il 5 dello stesso mese: George interruppe le sessioni per All Things Must Pass per andare a Liverpool il 4 per confortarla. Phil Spector, dopo aver sentito il brano, e molti altri che furono pubblicati sul triplo album, inviò una lettera a George, nel quale disse, circa I'd Have You Anytime (erroneamente indicata come I'll Have You Anytime), di dargli gli stessi suggerimenti di If Not for You, ovvero che la voce era troppo coperta, ma che il risultato era comunque buono, per cui decise di mixarle nella seduta di missaggio finale per All Things Must Pass.

### Pubblicazione ed accoglienza
Il pezzo non fu da subito pensato per essere la traccia d'apertura di All Things Must Pass: infatti, nella realizzazione di alcuni dischi acetato del triplo album, venne posta per aprire il lato C dell'LP, intitolato And Another Side; le altre facciate erano state denominate, in ordine, This Side, That Side e The Other Side, ma tutta la tracklist venne modificata, al di fuori del terzo disco, Apple Jam. In questo primo ordine, I'd Have You Anytime era seguita da My Sweet Lord, Isn't It a Pity e Beware of Darkness. Nel triplo LP è apparsa anche una reinterpretazione di un pezzo di Dylan, If Not for You, originariamente incluso nell'album New Morning (1970).
La scelta finale riguardo alla posizione del brano, la prima, era inconsueta per gli allora standard' degli album pop o rock, solitamente aperti da un brano veloce. All Things Must Pass ebbe un enorme successo critico e commerciale, superando ampiamente quello degli album solisti degli altri Beatles. Nel 2012, la versione "Harrison-Dylan" è stata pubblicata come terza traccia del demo album Early Takes: Volume 1, che comprende ben altre 5 canzoni dal triplo LP tra versioni preliminari e alternative.
Il critico musicale Richie Unterberger di AllMusic ha considerato il brano come una delle migliori canzoni del triplo album, assieme a My Sweet Lord, Isn't It a Pity, What Is Life, Beware of Darkness e Awaiting On You All. Il sito internet sputnikmusic.com ha dato ad I'd Have You Anytime il massimo dei voti, esaltando l'introduzione di chitarra slide e l'assolo dello stesso strumento, le parti vocali di George, e definendola "una traccia d'apertura grandiosa". Invece, Rolling Stone dichiarò che non si tratta di una canzone particolarmente bella.

## Formazione
- George Harrison: voce, chitarra slide
- Eric Clapton: chitarra elettrica
- Klaus Voormann: basso elettrico
- Alan White: batteria